# Hartwig Karl von Wartenberg

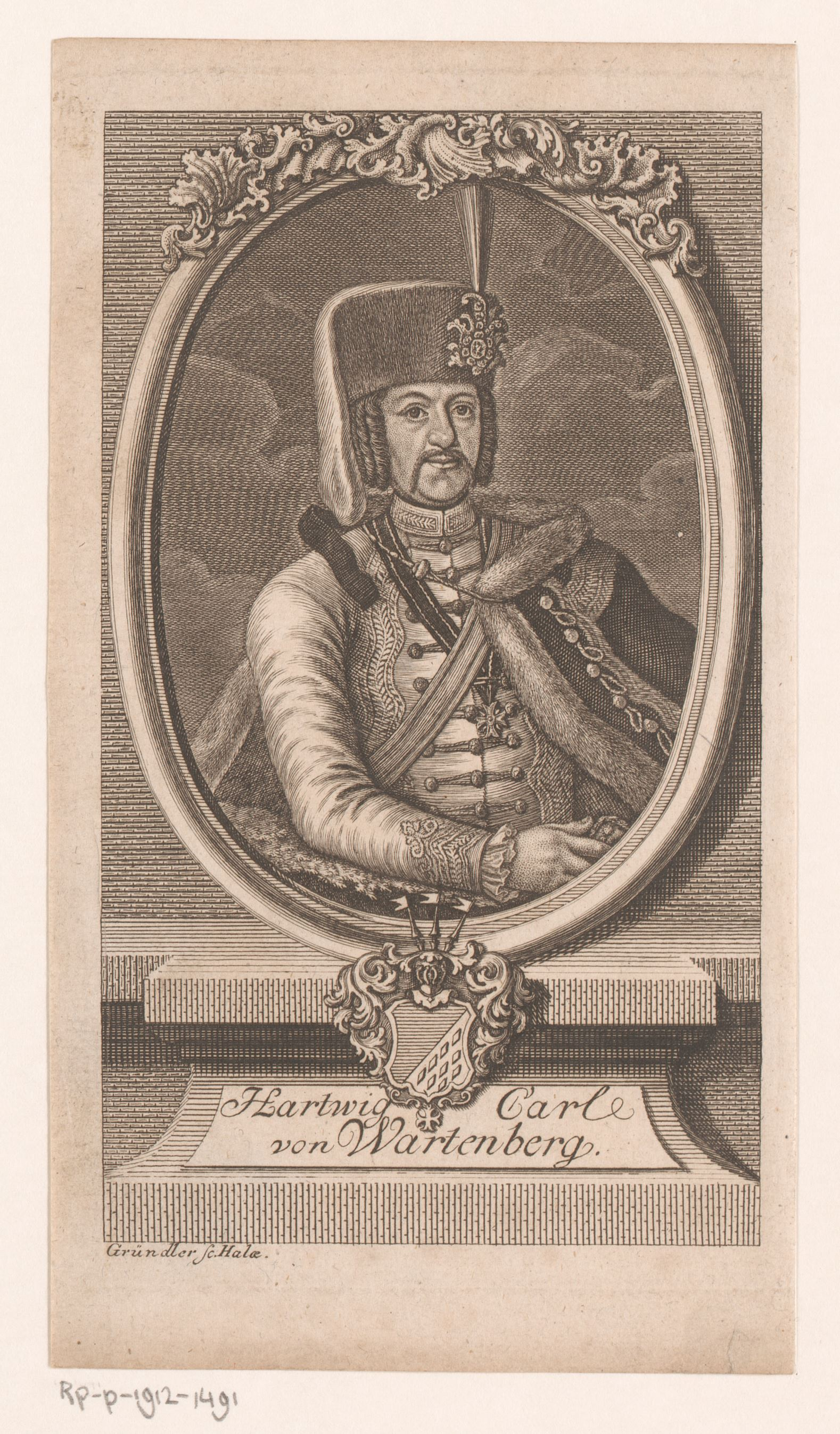
Hartwig Karl von Wartenberg (1711–1757)

Hartwig Karl von Wartenberg (* 3. April 1711 in Uentze, Prignitz; † 2. Mai 1757 bei Alt-Bunzlau) war königlich-preußischer Generalmajor und Chef des Husaren-Regiments Nr. 3.

## Leben
Er war der Sohn von Rittmeister Alexander Wichart von Wartenberg und Katharina Dorothea von Platen. Er wurde zunächst zu Hause unterrichtet und kam 1725 in das Kadettenkorps. 1730 war er im Gefolge von Friedrich Wilhelm I. bei der großen Truppenschau in Mühlberg. 1731 wurde er zum Seconde-Lieutenant befördert, er genoss noch in demselben Jahr die Auszeichnung, mit königlicher Bewilligung nach Russland gehen zu dürfen, um unter Generalfeldmarschall Burkhard Christoph von Münnich dort das preußische Heerwesen einführen zu helfen. Er wurde sogleich russischer Premier-Lieutenant und war von 1732 bis 1739 bei den russischen Feldzügen gegen die Polen, Tataren und Türken dabei.
Friedrich II. rief ihn bei seiner Thronbesteigung zurück und versetzte ihn als Major zu den Natzmer’schen Ulanen, die 1740 errichtet worden waren und 1742 zum Husaren-Regiment Nr. 4 wurden. Am 2. März 1741 zum Husaren-Regiment Nr. 3 als Oberstleutnant versetzt, erwarb er sich 1744 durch das Gefecht bei Plesse den Orden Pour le Mérite und nachdem er im folgenden Jahre bei dem Corps des Generals Ernst Christoph von Nassau sich bei vielen Gelegenheiten ganz besonders hervorgetan hatte, wurde er unterm 20. April 1745 zum Oberst und Chef des Husaren-Regiments Nr. 3 ernannt. Am 3. September 1751 wurde er zum Generalmajor befördert.
Er hatte einen solchen Ruf erlangt, dass der König jährlich einige Offiziere der märkischen und magdeburgischen Kavallerie-Regimenter zum Husaren-Regiment Wartenberg kommandieren ließ, um bei diesem sich im Reiterdienste zu vervollkommnen. Er erhielt 1750 das Gut Golmenglin im Zerbstschen (heute ein Ortsteil von Grimme), das er mit Genehmigung an Grafen von Melsch verkaufte. Er bekam die Präbende des Stiftes Essen und bei der Truppenschau einen reich mit Steinen besetzten Säbel. 1755 kaufte er das Gut Schönfeld von einem Grafen von Pückler.
Beim Ausbruch des Siebenjährigen Krieges, 1756, hatte Wartenberg mit seinem Regiment die Avantgarde der Heerabteilung des General-Feldmarschalls Kurt Christoph von Schwerin. Dieser Dienst wurde ihm und seinem Regiment auch im Jahre 1757 zugewiesen, als die Armee unter Schwerin in Böhmen einrückte. Am 2. Mai stieß er bei Alt-Bunzlau an der Elbe auf 1500 Panduren. Er griff diese an, doch eine Musketenkugel beendete hier zum Bedauern des Königs sein Leben. Er wurde in Alt-Bunzlau begraben.
Er wurde als Figur auf dem Sockel des Reiterstandbild Friedrichs des Großen unter den Linden abgebildet.

## Familie
Er war mit Baroneße Rudolphine Wilhelmine Charlotte von Dyhrn (spätere Gräfin Henckel) verlobt, als er starb. Er vererbte ihr sein ganzes Vermögen.